# Popova
Popova (cyr. Попова) – wieś w Serbii, w okręgu toplickim, w gminie Blace. W 2011 roku liczyła 171 mieszkańców.